# Ausztria az 1956. évi téli olimpiai játékokon
Ausztria az olaszországi Cortina d’Ampezzóban megrendezett 1956. évi téli olimpiai játékok egyik részt vevő nemzete volt. Az országot az olimpián 8 sportágban 60 sportoló képviselte, akik összesen 11 érmet szereztek.

## Érmesek
| Érem  | Versenyző                 | Sportág     | Versenyszám            |
| ----- | ------------------------- | ----------- | ---------------------- |
| Arany | Toni Sailer               | Alpesisí    | Férfi lesiklás         |
| Arany | Toni Sailer               | Alpesisí    | Férfi műlesiklás       |
| Arany | Toni Sailer               | Alpesisí    | Férfi óriás-műlesiklás |
| Arany | Sissy Schwarz Kurt Oppelt | Műkorcsolya | Páros                  |
| Ezüst | Anderl Molterer           | Alpesisí    | Férfi óriás-műlesiklás |
| Ezüst | Regina Schöpf             | Alpesisí    | Női műlesiklás         |
| Ezüst | Putzi Frandl              | Alpesisí    | Női óriás-műlesiklás   |
| Bronz | Anderl Molterer           | Alpesisí    | Férfi lesiklás         |
| Bronz | Walter Schuster           | Alpesisí    | Férfi óriás-műlesiklás |
| Bronz | Thea Hochleitner          | Alpesisí    | Női óriás-műlesiklás   |
| Bronz | Ingrid Wendl              | Műkorcsolya | Női egyéni             |

## Alpesisí
Férfi
| Versenyző        | Versenyszám      | 1. futam | 1. futam | 2. futam | 2. futam | Összesítés | Összesítés |
| Versenyző        | Versenyszám      | Idő      | Hely.    | Idő      | Hely.    | Idő        | Helyezés   |
| ---------------- | ---------------- | -------- | -------- | -------- | -------- | ---------- | ---------- |
| Ernst Hinterseer | Óriás-műlesiklás |          |          |          |          | 3:08,5     | 6.         |
| Anderl Molterer  | Lesiklás         |          |          |          |          | 2:56,2     |            |
| Anderl Molterer  | Műlesiklás       | kizárták | kizárták | kiesett  | kiesett  | kiesett    | kiesett    |
| Anderl Molterer  | Óriás-műlesiklás |          |          |          |          | 3:06,3     |            |
| Josl Rieder      | Lesiklás         |          |          |          |          | kizárták   | kizárták   |
| Josl Rieder      | Műlesiklás       | 1:47,0   | 31.      | kizárták | kizárták | kiesett    | kiesett    |
| Toni Sailer      | Lesiklás         |          |          |          |          | 2:52,2     |            |
| Toni Sailer      | Műlesiklás       | 1:27,3   | 1.       | 1:47,4   | 1.       | 3:14,7     |            |
| Toni Sailer      | Óriás-műlesiklás |          |          |          |          | 3:00,1     |            |
| Othmar Schneider | Műlesiklás       | 1:35,8   | 23.      | 2:00,0   | 13.      | 3:35,8     | 12.        |
| Walter Schuster  | Lesiklás         |          |          |          |          | kizárták   | kizárták   |
| Walter Schuster  | Óriás-műlesiklás |          |          |          |          | 3:07,2     |            |

Női
| Versenyző        | Versenyszám      | 1. futam | 1. futam | 2. futam | 2. futam | Összesítés | Összesítés |
| Versenyző        | Versenyszám      | Idő      | Hely.    | Idő      | Hely.    | Idő        | Helyezés   |
| ---------------- | ---------------- | -------- | -------- | -------- | -------- | ---------- | ---------- |
| Putzi Frandl     | Lesiklás         |          |          |          |          | 1:51,0     | 13.        |
| Putzi Frandl     | Műlesiklás       | 1:00,4   | 14.*     | 57,5     | 2.       | 1:57,9     | 5.         |
| Putzi Frandl     | Óriás-műlesiklás |          |          |          |          | 1:57,8     |            |
| Thea Hochleitner | Lesiklás         |          |          |          |          | 1:47,9     | 7.         |
| Thea Hochleitner | Műlesiklás       | 1:00,4   | 14.*     | 1:00,6   | 13.*     | 2:01,0     | 12.        |
| Thea Hochleitner | Óriás-műlesiklás |          |          |          |          | 1:58,2     |            |
| Hilde Hofherr    | Lesiklás         |          |          |          |          | 1:47,3     | 4.*        |
| Hilde Hofherr    | Műlesiklás       | 58,2     | 6.*      | 1:25,3   | 31.      | 2:23,5     | 24.        |
| Trude Klecker    | Lesiklás         |          |          |          |          | 1:50,6     | 12.        |
| Trude Klecker    | Óriás-műlesiklás |          |          |          |          | 2:08,5     | 33.        |
| Regina Schöpf    | Műlesiklás       | 56,0     | 2.       | 59,4     | 7.       | 1:55,4     |            |
| Regina Schöpf    | Óriás-műlesiklás |          |          |          |          | 2:00,6     | 9.         |

* - egy másik versenyzővel azonos eredményt ért el

## Bob
| Versenyző                                                    | Versenyszám | 1. futam | 1. futam | 2. futam | 2. futam | 3. futam | 3. futam | 4. futam | 4. futam | Összesítés | Összesítés |
| Versenyző                                                    | Versenyszám | Idő      | Hely.    | Idő      | Hely.    | Idő      | Hely.    | Idő      | Hely.    | Idő        | Helyezés   |
| ------------------------------------------------------------ | ----------- | -------- | -------- | -------- | -------- | -------- | -------- | -------- | -------- | ---------- | ---------- |
| Paul Aste Heinrich Isser                                     | Kettes      | 1:26,32  | 12.      | 1:25,82  | 12.      | 1:26,61  | 15.      | 1:25,22  | 7.       | 5:43,97    | 12.        |
| Karl Wagner Adolf Tonn                                       | Kettes      | 1:26,15  | 11.      | 1:27,06  | 20.      | 1:26,73  | 16.*     | 1:26,35  | 14.      | 5:46,29    | 15.        |
| Karl Wagner Fritz Rursch Adolf Tonn Heinrich Isser           | Négyes      | 1:19,60  | 11.      | 1:20,74  | 17.      | 1:19,98  | 8.       | 1:20,30  | 8.       | 5:20,62    | 10.        |
| Kurt Loserth Wilfried Thurner Karl Schwarzböck Franz Dominik | Négyes      | 1:19,37  | 10.      | 1:19,12  | 9.       | 1:20,08  | 9.       | 1:19,72  | 5.       | 5:18,29    | 7.         |

* - egy másik csapattal azonos eredményt ért el

## Északi összetett
| Versenyző      | Síugrás  | Síugrás  | Síugrás  | Síugrás  | Síugrás  | Síugrás  | Síugrás | Síugrás | Sífutás | Sífutás | Sífutás | Összesítés | Összesítés |
| Versenyző      | 1. ugrás | 1. ugrás | 2. ugrás | 2. ugrás | 3. ugrás | 3. ugrás | Össz.   | Össz.   | Sífutás | Sífutás | Sífutás | Összesítés | Összesítés |
| Versenyző      | Távolság | Pont     | Távolság | Pont     | Távolság | Pont     | Pont    | Hely.   | Idő     | Pont    | Hely.   | Pont       | Helyezés   |
| -------------- | -------- | -------- | -------- | -------- | -------- | -------- | ------- | ------- | ------- | ------- | ------- | ---------- | ---------- |
| Willi Egger    | 69,5     | (102,0)  | 73,0     | 105,0    | 72,5     | 103,0    | 208,0   | 7.      | 1:03:00 | 214,100 | 28.     | 422,100    | 16.        |
| Leopold Kohl   | 66,5     | 97,5     | 69,5     | 101,0    | 68,0     | (95,5)   | 198,5   | 16.     | 1:01:00 | 221,800 | 21.     | 420,300    | 17.        |
| Sepp Schiffner | 71,5     | 105,0    | 73,5     | 106,5    | 73,0     | (104,0)  | 211,5   | 4.      | 1:02:02 | 217,800 | 25.     | 429,300    | 11.        |

## Gyorskorcsolya
| Versenyző         | Versenyszám | Eredmény | Helyezés |
| ----------------- | ----------- | -------- | -------- |
| Ernst Biel        | 500 m       | 44,2     | 37.**    |
| Ernst Biel        | 1500 m      | 2:23,5   | 51.*     |
| Kurt Eminger      | 500 m       | 44,4     | 41.      |
| Kurt Eminger      | 1500 m      | 2:19,0   | 38.      |
| Kurt Eminger      | 5000 m      | 8:39,4   | 38.      |
| Arthur Mannsbarth | 1500 m      | 2:17,4   | 32.      |
| Arthur Mannsbarth | 5000 m      | 8:23,6   | 28.*     |
| Arthur Mannsbarth | 10 000 m    | 17:47,8  | 29.      |
| Franz Offenberger | 500 m       | 43,8     | 32.      |
| Franz Offenberger | 1500 m      | 2:17,3   | 31.      |
| Franz Offenberger | 5000 m      | 8:30,8   | 34.      |

* - egy másik versenyzővel azonos eredményt ért el

** - két másik versenyzővel azonos eredményt ért el

## Jégkorong
| Osztrák férfi jégkorongcsapat-játékoskeret                                                 | Osztrák férfi jégkorongcsapat-játékoskeret                                                       | Osztrák férfi jégkorongcsapat-játékoskeret                                             |
| ------------------------------------------------------------------------------------------ | ------------------------------------------------------------------------------------------------ | -------------------------------------------------------------------------------------- |
| - Adolf Hafner - Wolfgang Jöchl - Hermann Knoll - Kurt Kurz - Hans Mössmer - Robert Nusser | - Franz Potucek - Alfred Püls - Hans Scarsini - Wilhelm Schmid - Max Singewald - Fritz Spielmann | - Gerhard Springer - Konrad Staudinger - Walter Znenahlik - Hans Zollner - Hans Wagner |

### Eredmények
Csoportkör
A csoport
| Csapat                | M | Gy | D | V | G+ | G– | Gk  | P |
| --------------------- | - | -- | - | - | -- | -- | --- | - |
| Kanada                | 3 | 3  | 0 | 0 | 30 | 1  | +29 | 6 |
| Egyesült Német Csapat | 3 | 1  | 1 | 1 | 9  | 6  | +3  | 3 |
| Olaszország           | 3 | 0  | 2 | 1 | 5  | 7  | –2  | 2 |
| Ausztria              | 3 | 0  | 1 | 2 | 2  | 32 | –30 | 1 |

| 1956. január 26. | Olaszország (ITA) | 2 – 2 (0–2, 1–0, 1–0) | Ausztria | Cortina d’Ampezzo |

|  |  |  |  |  |
|  |  |  |  |  |
|  |  |  |  |  |
|  |  |  |  |  |

| 1956. január 27. | Kanada (CAN) | 23 – 0 (6–0, 11–0, 6–0) | Ausztria | Cortina d’Ampezzo |

|  |  |  |  |  |
|  |  |  |  |  |
|  |  |  |  |  |
|  |  |  |  |  |

| 1956. január 28. | Egyesült Német Csapat (EUA) | 7 – 0 (1–0, 1–0, 5–0) | Ausztria | Cortina d’Ampezzo |

|  |  |  |  |  |
|  |  |  |  |  |
|  |  |  |  |  |
|  |  |  |  |  |

Helyosztó csoportkör
| 1956. január 31. | Svájc (SUI) | 7 – 4 (3–1, 2–1, 2–2) | Ausztria | Cortina d’Ampezzo |

|  |  |  |  |  |
|  |  |  |  |  |
|  |  |  |  |  |
|  |  |  |  |  |

| 1956. február 1. | Olaszország (ITA) | 8 – 2 (4–1, 1–1, 3–0) | Ausztria | Cortina d’Ampezzo |

|  |  |  |  |  |
|  |  |  |  |  |
|  |  |  |  |  |
|  |  |  |  |  |

| 1956. február 2. | Lengyelország (POL) | 4 – 3 (2–2, 0–1, 2–0) | Ausztria | Cortina d’Ampezzo |

|  |  |  |  |  |
|  |  |  |  |  |
|  |  |  |  |  |
|  |  |  |  |  |

Végeredmény
| Csapat        | M | Gy | D | V | G+ | G– | Gk  | P |
| ------------- | - | -- | - | - | -- | -- | --- | - |
| Olaszország   | 3 | 3  | 0 | 0 | 20 | 7  | +13 | 6 |
| Lengyelország | 3 | 2  | 0 | 1 | 12 | 10 | +2  | 4 |
| Svájc         | 3 | 1  | 0 | 2 | 12 | 17 | –5  | 2 |
| Ausztria      | 3 | 0  | 0 | 3 | 9  | 19 | –10 | 0 |

| Csapat   | Helyezés |
| -------- | -------- |
| Ausztria | 10.      |

## Műkorcsolya
| Versenyző                       | Versenyszám  | Kötelező elemek   | Kötelező elemek | Kűr               | Kűr   | Összesítés                     | Összesítés                     | Összesítés                     | Összesítés                     | Összesítés                     | Összesítés                     | Összesítés                     | Összesítés                     | Összesítés                     | Összesítés                     | Összesítés                     | Összesítés        | Összesítés  | Összesítés | Összesítés |
| Versenyző                       | Versenyszám  | Kötelező elemek   | Kötelező elemek | Kűr               | Kűr   | Helyezési pontszámok bírónként | Helyezési pontszámok bírónként | Helyezési pontszámok bírónként | Helyezési pontszámok bírónként | Helyezési pontszámok bírónként | Helyezési pontszámok bírónként | Helyezési pontszámok bírónként | Helyezési pontszámok bírónként | Helyezési pontszámok bírónként | Helyezési pontszámok bírónként | Helyezési pontszámok bírónként | Több. hely. száma | Hely. össz. | Pont       | Helyezés   |
| Versenyző                       | Versenyszám  | Több. hely. száma | Hely.           | Több. hely. száma | Hely. | 1                              | 2                              | 3                              | 4                              | 5                              | 6                              | 7                              | 8                              | 9                              | 10                             | 11                             | Több. hely. száma | Hely. össz. | Pont       | Helyezés   |
| ------------------------------- | ------------ | ----------------- | --------------- | ----------------- | ----- | ------------------------------ | ------------------------------ | ------------------------------ | ------------------------------ | ------------------------------ | ------------------------------ | ------------------------------ | ------------------------------ | ------------------------------ | ------------------------------ | ------------------------------ | ----------------- | ----------- | ---------- | ---------- |
| Norbert Felsinger               | Férfi egyéni | 6×7+              | 7.              | 5×8+              | 8.    | 9,0                            | 7,0                            | 7,0                            | 7,0                            | 9,0                            | 10,0                           | 8,0                            | 7,0                            | 7,0                            |                                |                                | 5×7+              | 71,0        | 1355,01    | 7.         |
| Ingrid Wendl                    | Női egyéni   | 8×3+              | 3.              | 7×6+              | 5.    | 8,0                            | 3,0                            | 4,0                            | 3,0                            | 3,0                            | 3,0                            | 3,0                            | 3,0                            | 3,0                            | 3,0                            | 3,0                            | 9×3+              | 39,0        | 1753,91    |            |
| Hanna Eigel                     | Női egyéni   | 7×5+              | 5.              | 6×4+              | 4.    | 4,0                            | 4,0                            | 6,0                            | 5,0                            | 6,0                            | 4,0                            | 5,0                            | 5,0                            | 5,0                            | 4,0                            | 4,0                            | 9×5+              | 52,0        | 1728,67    | 5.         |
| Hanna Walter                    | Női egyéni   | 6×8+              | 8.              | 8×7+              | 7.    | 6,0                            | 6,0                            | 7,0                            | 7,0                            | 10,0                           | 8,5                            | 6,0                            | 8,0                            | 7,0                            | 9,0                            | 9,0                            | 6×7+              | 83,5        | 1692,81    | 7.         |
| Sissy Schwarz Kurt Oppelt       | Páros        |                   |                 |                   |       | 1,0                            | 1,0                            | 2,0                            | 1,0                            | 1,0                            | 2,0                            | 2,0                            | 2,0                            | 2,0                            |                                |                                | 9×2+              | 14,0        | 101,8      |            |
| Elisabeth Ellend Konrad Lienert | Páros        |                   |                 |                   |       | 9,0                            | 8,5                            | 8,0                            | 9,0                            | 9,0                            | 10,0                           | 8,0                            | 6,5                            | 9,0                            |                                |                                | 8×9+              | 77,0        | 93,5       | 9.         |

## Sífutás
Férfi
| Versenyző                                                  | Versenyszám     | Eredmény | Helyezés |
| ---------------------------------------------------------- | --------------- | -------- | -------- |
| Hermann Mayr                                               | 15 km           | 55:51    | 39.      |
| Karl Rafreider                                             | 15 km           | 54:51    | 35.      |
| Sepp Schneeberger                                          | 15 km           | 54:21    | 28.      |
| Oskar Schulz                                               | 15 km           | 59:56    | 59.      |
| Sepp Schneeberger Oskar Schulz Hermann Mayr Karl Rafreider | 4 × 10 km váltó | 2:30:50  | 11.      |

## Síugrás
| Versenyző            | 1. ugrás | 1. ugrás | 1. ugrás | 2. ugrás | 2. ugrás | 2. ugrás | Összesítés | Összesítés |
| Versenyző            | Távolság | Pont     | Hely.    | Távolság | Pont     | Hely.    | Pont       | Helyezés   |
| -------------------- | -------- | -------- | -------- | -------- | -------- | -------- | ---------- | ---------- |
| Otto Leodolter       | 72,0     | 94,0     | 31.**    | 72,5     | 91,0     | 33.      | 185,0      | 30.**      |
| Rudolf Schweinberger | 74,5     | 100,0    | 22.      | 75,0     | 99,0     | 17.      | 199,0      | 19.        |
| Walter Habersatter   | 77,5     | 102,0    | 18.**    | 77,5     | 99,5     | 16.      | 201,5      | 15.        |
| Sepp Bradl           | 77,5     | 104,5    | 11.**    | 77,0     | 101,0    | 15.      | 205,5      | 12.        |

* - egy másik versenyzővel azonos eredményt ért el

** - két másik versenyzővel azonos eredményt ért el